# EZLN
EZLN (Ejército Zapatista de Liberación Nacional, på dansk: Den Nationale Zapatistiske Befrielseshær) eller Zapatisterne er en revolutionær gruppe i Chiapas.
EZLN refererer til gruppens militante arm, og "zapatisterne" refererer til den bredere politiske og sociale bevægelse. Zapatisterne opstod i 1990'erne for at bekæmpe den nyligt indgåede nordamerikanske handelsaftale NAFTA samt udfordre den mexicanske regering. EZLN valgte navnet "Zapatista" for at knytte sig ideologisk til mindet om de 
oprindelige zapatister under den mexicanske revolution.
Zapatisterne hævder at repræsentere den indianske befolkning, men ser også sig selv som del af en større antikapitalistisk og antiglobalistisk bevægelse, som kæmper for fred, demokrati og retfærdighed – for alle indianere og for alle mennesker. EZLN har været en hovedinspiration for den globaliseringskritiske bevægelse.